# Pip Torrens
Philip Dean Torrens, noto come Pip Torrens (Bromley, 2 giugno 1960), è un attore britannico.
Nel 2018 partecipa al film Dark Hall.

## Filmografia parziale

### Attore

#### Cinema
- Le montagne della luna (Mountains of the Moon), regia di Bob Rafelson (1990)
- L'esercizio del potere (Eminent Domain), regia di John Irvin (1990)
- Giochi di potere (Patriot Games), regia di Phillip Noyce (1992)
- Quel che resta del giorno (The Remains of the Day), regia di James Ivory (1993)
- Incognito, regia di John Badham (1997)
- Orgoglio e pregiudizio (Pride & Prejudice), regia di Joe Wright (2005)
- Un matrimonio all'inglese (Easy Virtue), regia di Stephan Elliott (2008)
- Dorian Gray, regia di Oliver Parker (2009)
- Gambit - Una truffa a regola d'arte (Gambit), regia di Michael Hoffman (2012)
- Kids in Love, regia di Chris Foggin (2015)
- The Danish Girl, regia di Tom Hooper (2015)
- Dark Hall (Down a Dark Hall), regia di Rodrigo Cortés (2018)

#### Televisione
- Shackleton – miniserie TV, regia di Charles Sturridge, 2 puntate (2002)
- Miss Marple (Agatha Christie's Marple) – serie TV, episodio 1x03 (2004)
- Roma (Rome) – serie TV, episodio 1x12 (2005)
- Doctor Who – serie TV, episodi 3x08, 3x09 (2007)
- L'ispettore Barnaby (Midsomer Murders) - serie TV, episodi 13x03-18x02 (2010-2016)
- Law & Order: UK – serie TV, 5 episodi (2011-2014)
- Black Mirror – serie TV, episodio 2x03 (2013)
- Delitti in Paradiso (Death in Paradise) – serie TV, episodio 2x04 (2013)
- Fleming - Essere James Bond (Fleming: The Man Who Would Be Bond), regia di Mat Whitecross – miniserie TV, 4 puntate (2014)
- Grantchester – serie TV, 3 episodi (2014-2017)
- Versailles – serie TV, 17 episodi (2015-2017)
- Poldark – serie TV, 29 episodi (2015-2019)
- Guerra e pace (War & Peace), regia di Tom Harper – miniserie TV, 2 puntate (2016)
- The Crown – serie TV, 16 episodi (2016-2017)
- Preacher – serie TV, 33 episodi (2017-2019)
- Deep State – serie TV, 6 episodi (2018-2019)
- Patrick Melrose, regia di Edward Berger – miniserie TV, 4 puntate (2018)
- The Nevers – serie TV, 12 episodi (2021-2023)
- Succession – serie TV, 4 episodi (2021-2023)
- Sherwood – serie TV, 6 episodi (2022)
- Mr Bates vs The Post Office, regia di James Strong – miniserie TV, puntata 4 (2024)
- Nell - Rinnegata (Renegade Nell), regia di Ben Taylor, Amanda Brotchie, MJ Delaney – miniserie TV (2024)

### Doppiatore
- The Dark Pictures Anthology: Man of Medan – videogioco (2019)
- The Dark Pictures Anthology: Little Hope – videogioco (2020)
- The Dark Pictures Anthology: House of Ashes – videogioco (2021)
- Elden Ring – videogioco (2022)
- The Dark Pictures Anthology: The Devil in Me – videogioco (2022)
- Warhammer Age of Sigmar: Realms of Ruin – videogioco (2023)

## Doppiatori italiani
Nelle versioni in italiano delle opere in cui ha recitato, Pip Torrens è stato doppiato da:
- Luca Biagini in The Danish Girl, The Nevers, Nell - Rinnegata
- Antonio Sanna in Un matrimonio all'inglese, Deep State
- Roberto Pedicini in Grantchester, Versailles
- Oliviero Dinelli in L'uomo dal doppio passato
- Alberto Caneva in Miss Marple
- Saverio Indrio in Wire in the Blood
- Enrico Di Troia in Dorian Gray
- Massimo Lodolo in Law & Order: UK
- Marco Balzarotti in The Crown (st. 1-2)
- Riccardo Peroni in The Crown (ep. 3x02)
- Claudio Moneta in Preacher
- Massimo Bitossi in Patrick Melrose
- Alessio Cigliano in Dark Hall
- Raffaele Palmieri in Succession
- Teo Bellia in Joy

Da doppiatore è stato sostituito da:
- Massimiliano Lotti in The Dark Pictures Anthology: Man of Medan, The Dark Pictures Anthology: Little Hope, The Dark Pictures Anthology: House of Ashes, The Dark Pictures Anthology: The Devil in Me